# Тейтельбаум, Рут

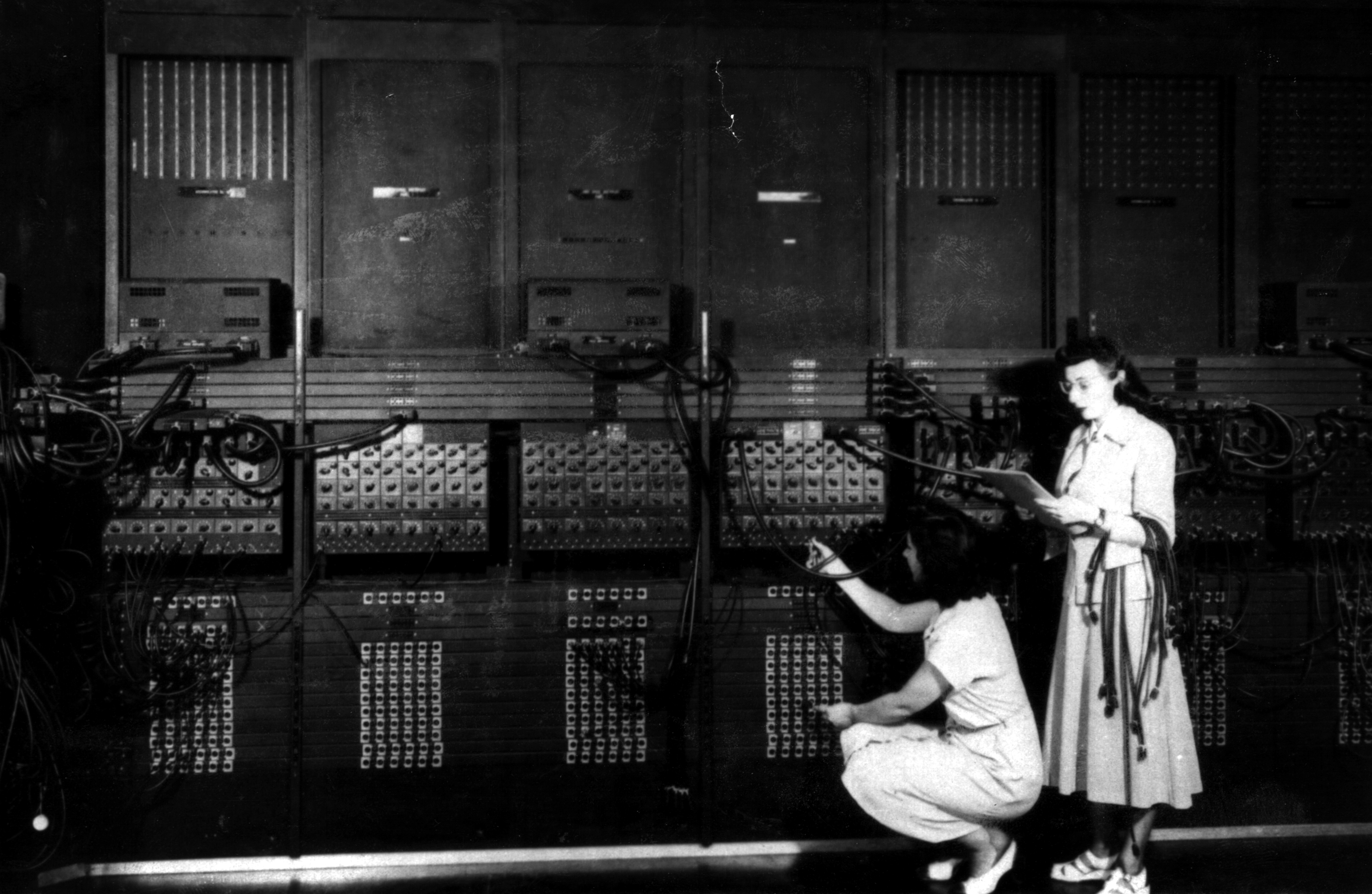
Перепрограммирование ЭНИАКа. На корточках — Рут Лихтерман, стоит — Мэрлин Уэскофф. Фото 1946 года.

Рут Тейтельбаум (англ. Ruth Teitelbaum) (1 февраля 1924, Даллас, США — 9 августа 1986, там же) — одна из первых программисток компьютера ЭНИАК.
Её девичья фамилия была Лихтерман, она закончила Хантерский колледж (Hunter College) и получила степень бакалавра по математике. Рут была нанята Муровской электротехнической школой для решения задач баллистики и позже была выбрана одной из первых программисток для ЭНИАК, где она занималась разработкой и решением примерно таких же задач. Вместе с ЭНИАК она переехала в Лабораторию баллистических исследований на Абердинский испытательный полигон, где обучала следующую группу программистов ЭНИАК.
Умерла в Далласе (штат Техас) в 1986 году.

## Память и признание
- В 1996 году вышла книга «Женщины ЭНИАКа».
- В 1997 году Рут Тейтельбаум и пять её коллег-девушек были включены в Зал славы международной организации Women in Technology International[англ.][2][3].
- В 2010 году на экраны вышел американский документальный фильм Top Secret Rosies: The Female «Computers» of WWII, рассказывающий о женщинах-вычислителях времён Второй мировой войны.